# Пабло Иглесијас Турион
Пабло Иглесијас Турион (рођен 17. октобра 1978) шпански је политичар и генерални секретар партије Подемос од 2014. године.
Иглесијас је професор политикологије на мадридском универзитету Компултенсе. Дипломирао је право 2001. године, а три године касније и на политичким наукама са највишим оценама, а на Мадридском универзитету је и докторирао 2008.
Иглесијас себе одређује као левичара, а био је припадник омладине Комунистичке партије Шпаније и члан антиглобалистичког покрета.
Изабран је у Европски парламент на изборима 2014. на челу листе новоформиране странке Подемос (шп. Можемо), заједно са још четворицом кандидата са те листе.
Познат је по томе што подржава коалицију грчке левице Сиризу и њеног лидера Алексиса Ципраса. Једна од критика на његов и рачун његових сарадника је повезаност са некадашњом владом Уга Чавеса.